# 리히헌
리히헌(? ~ )은 조선민주주의인민공화국의 정치인이다. 조선로동당 중앙위원회 중앙위원이다. 최고인민회의 제11기 대의원을 지냈다.

## 경력
2010년 9월 당 중앙검사위원회 위원에 선출되었다.

## 최고인민회의 대의원
2003년 8월 최고인민회의 제11기 대의원을 역임했다.